# Вігеріна Ада Петрівна
Ада Петрівна Віге́ріна (нар. 3 листопада 1930, Макіївка — пом. 27 квітня 2005, Київ) — українська художниця декоративно-ужиткового мистецтва; член Спілки художників України з 1970 року.

## Біографія
Народилася 3 листопада 1930 року в місті Макіївці (тепер Україна). 1955 року закінчила Львівський інститут прикладного та декоративного мистецтва (викладачі Євген Арофікін, Микола Бавструк, Ангеліна Бельтюкова, Вітольд Манастирський).
Протягом 1965–1985 років працювала художником на головному підприємствіві ВО «Укртекстильгалантерея». Жила в Києві, в будинку на вулиці Якіра № 21, квартира 64. Померла в Києві 27 квітня 2005 року.

## Творчість
Працювала в галузі декоративного мистецтва (набійка та розпис тканин). Серед робіт:
шалі
- «Мальва» (1963, вибійка);
- «Квіткова» (1964, вибійка);

хустки
- «Конгресова» (1962);
- «Піони» (1963);
- «Деснянка» (1964);
- «Тополя» (1964);
- «Гуцулка» (1964, вибійка);
- «Арфа» (1968);
- «Квітник» (1968);
- «Берізка» (1969);
- «Вінок» (1969, розпис);
- «Деснянка» (1970, вибійка);
- «Лісова пісня» (1973);
- «Барвінок» (1975).

Авторка тематичних декоративних вітражів і вставок для громадських архітектурних споруд.
Брала участь у всеукраїнських виставках з 1963 року, всесоюзних з 1967 року, зарубіжних з 1966 року. 